# ادسون ریبیرو
ادسون ریبیرو (پرتغالی: Édson Ribeiro؛ زادهٔ ۸ دسامبر ۱۹۷۲) دونده سرعت اهل برزیل بود.